# HAM-13cm

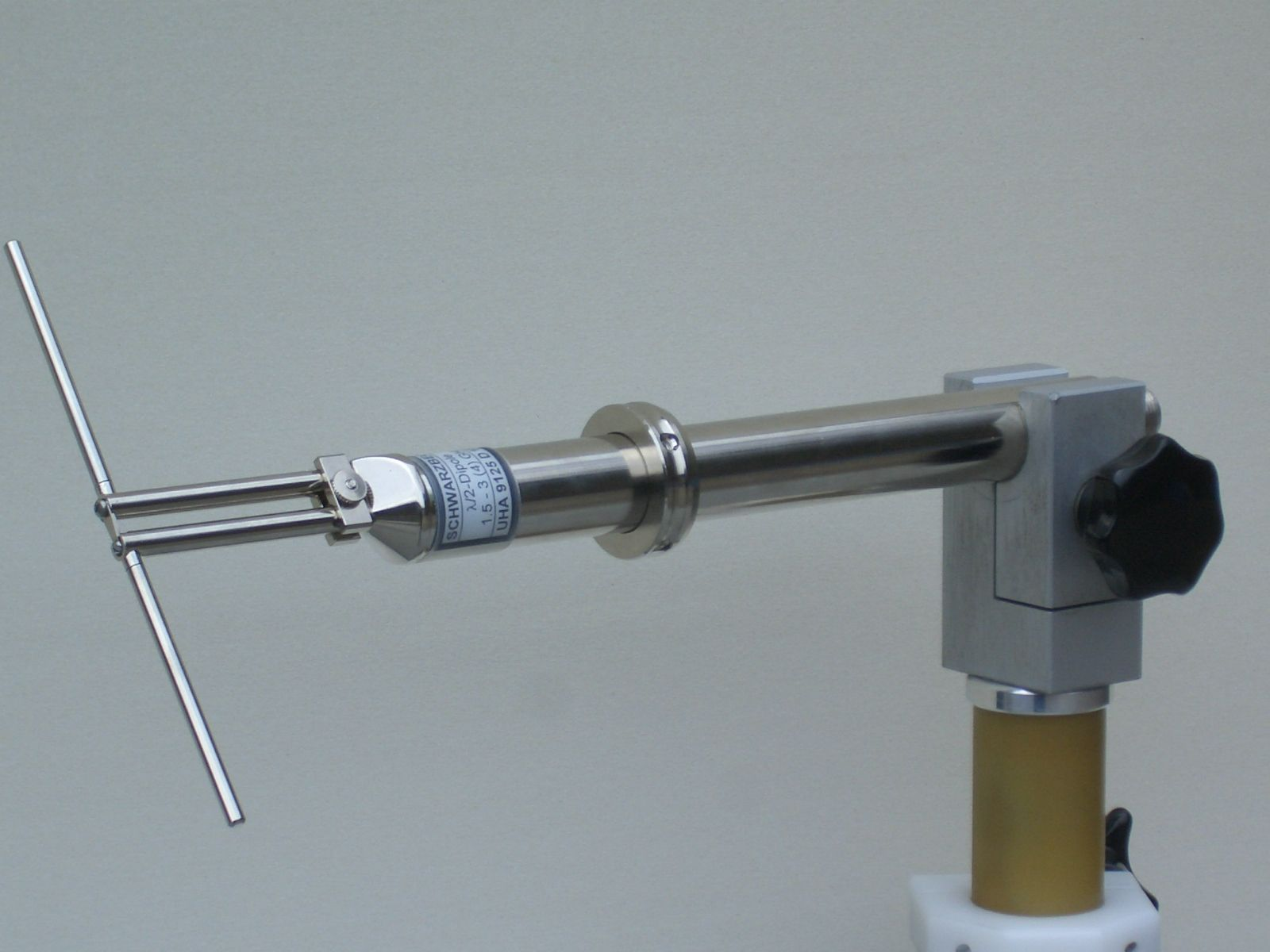
Félhullámú dipólantenna 13 cm-es amatőrsávra

A 13 cm-es amatőrsáv a deciméteres hullámú rádiófrekvenciás tartományban lévő, rádióamatőrök számára kijelölt sáv. A kijelölt frekvenciatartomány: 2300 – 2450 MHz.

## Terjedési sajátosságai
A 13 cm-es amatőrsáv a deciméteres hullámú rádiófrekvenciás tartományban van, ezért leginkább a deciméteres  hullámokra jellemző terjedési tulajdonságai vannak.
Ezen a sávon a hullámok terjedését a vízgőz és a vízpára jelentősen befolyásolja, mivel a víz elnyelő hatást gyakorol erre a frekvenciatartományra.
- direkt terjedés
- troposzférikus szóródás

## A 13 cm-es amatőrsávra vonatkozó nemzetközisávterv[3]
| ITU 1                                                                                     | ITU 2                                                                                           | ITU 3                                                                                           |
| ----------------------------------------------------------------------------------------- | ----------------------------------------------------------------------------------------------- | ----------------------------------------------------------------------------------------------- |
| 2300–2450 MHz 1. ÁLLANDÓHELYŰ 2. MOZGÓ 5.384A 3. Amatőr 4. Rádiólokáció 5.150 5.282 5.395 | 2300–2450 MHz 1. ÁLLANDÓHELYŰ 2. MOZGÓ 5.384A 3. RÁDIÓLOKÁCIÓ 4. Amatőr 5.150 5.282 5.393 5.394 | 2300–2450 MHz 1. ÁLLANDÓHELYŰ 2. MOZGÓ 5.384A 3. RÁDIÓLOKÁCIÓ 4. Amatőr 5.150 5.282 5.393 5.394 |

- 5.150 - ipari, tudományos és orvosi (ISM) alkalmazások céljaira is igénybe vehetők. Az e sávokban üzemelő rádiótávközlési szolgálatok kötelesek eltűrni az ilyen alkalmazások által esetleg okozott káros zavarást. Ezekben a sávokban az ISM berendezések a 15.13 Bekezdés rendelkezéseiben rögzített feltételek mellett üzemelhetnek.
- 5.282 - A 435−438 MHz, 1260−1270 MHz, 2400−2450 MHz, 3400−3410 MHz (csak a 2. és a 3. Körzetben) és az 5650−5670 MHz sávban a műholdas amatőrszolgálat azzal a feltétellel üzemelhet, hogy nem okoz káros zavarást a Táblázat szerint üzemelő más szolgálatoknak (lásd az 5.43 Bekezdést). Azoknak az igazgatásoknak, amelyek e használatot engedélyezik, biztosítaniuk kell, hogy a műholdas amatőrszolgálat állomásainak adásai által okozott bármilyen káros zavarás azonnal megszűnjön a 25.11 Bekezdés rendelkezéseinek megfelelően. Az 1260−1270 MHz és az 5650−5670 MHz sávnak a műholdas amatőrszolgálat általi használata a Föld-űr irányra korlátozódik.
- 5.384A - Az 1710−1885 MHz, a 2300−2400 MHz és a 2500−2690 MHz frekvenciasáv vagy azok egyes részei azon igazgatások általi használatra vannak előirányozva, amelyek a nemzetközi mozgó távközlést (IMT) kívánják megvalósítani a 223. (Rev.WRC‑15) Határozatnak* megfelelően. Ez az előirányzás nem zárja ki, hogy ezen frekvenciasávokat azon szolgálatok bármely alkalmazása használja, amelyek számára ezeket felosztották, továbbá a Rádiószabályzatban sem állapít meg elsőbbséget. (WRC‑15) * Az ITU Főtitkárságának megjegyzése: ezt a Határozatot a WRC‑19 módosította.
- 5.394 - Az Egyesült Államokban a 2300−2390 MHz sávnak a távmérési célú légi mozgószolgálat általi használata elsőbbséget élvez más mozgószolgálati használattal szemben. Kanadában a 2360−2400 MHz sávnak a távmérési célú légi mozgószolgálat általi használata elsőbbséget élvez más mozgószolgálati használattal szemben. (WRC‑07)
- 5.395 - Franciaországban és Törökországban a 2310−2360 MHz sávnak a távmérési célú légi mozgószolgálat általi használata elsőbbséget élvez más mozgószolgálati használattal szemben. (WRC‑03)

## A sávblokk Magyarországon érvényessávterve[4]
| 2300–2370 MHz | 2300–2370 MHz | 2300–2370 MHz | 2300–2370 MHz                            | 2300–2370 MHz                                                                        | 2300–2370 MHz                                            | 2300–2370 MHz                                            | 2300–2370 MHz                                            |
| A             | B             | C             | D                                        | E                                                                                    | F                                                        | G                                                        | H                                                        |
| ------------- | ------------- | ------------- | ---------------------------------------- | ------------------------------------------------------------------------------------ | -------------------------------------------------------- | -------------------------------------------------------- | -------------------------------------------------------- |
| ÁLLANDÓHELYŰ  |               | P             | 1                                        | T                                                                                    | Földfelszíni elektronikus hírközlő hálózatok             | ECC/DEC/(14)02                                           |                                                          |
| MOZGÓ         | 5.384A        | P             | 1                                        | T                                                                                    | Földfelszíni elektronikus hírközlő hálózatok             | ECC/DEC/(14)02                                           |                                                          |
| MOZGÓ         | 5.384A        | P             | 1                                        | T                                                                                    | IMT                                                      |                                                          |                                                          |
| MOZGÓ         | 5.384A        | P             | 1                                        | T                                                                                    | BWA                                                      |                                                          |                                                          |
| MOZGÓ         | 5.384A        | P             | 1                                        | T                                                                                    | WiMAX                                                    |                                                          |                                                          |
| MOZGÓ         | 5.384A        | P             | 1                                        | T                                                                                    | WiBro                                                    |                                                          |                                                          |
| MOZGÓ         | 5.384A        | P             | 1                                        | T                                                                                    | LTE                                                      |                                                          |                                                          |
| Amatőr        |               | P             | 2                                        | K                                                                                    | Amatőrrádiózás                                           | ECC/REC/(02)01 MSZ EN 301 783                            | 3. melléklet 7. pont                                     |
|               |               | PN            |                                          |                                                                                      | SRD                                                      |                                                          | 3. melléklet 9.1. pont                                   |
| 3             | K             | PN            | Rádiómeghatározó alkalmazások            | 3. melléklet 9.7.1. pont 3. melléklet 9.7.2. pont                                    |                                                          |                                                          |                                                          |
| 2370–2400 MHz |               |               |                                          |                                                                                      |                                                          |                                                          |                                                          |
| ÁLLANDÓHELYŰ  |               | N             | 1                                        | K                                                                                    | Földfelszíni elektronikus hírközlő hálózatok             | ECC/DEC/(14)02                                           | 3. melléklet 3.10. pont                                  |
| ÁLLANDÓHELYŰ  | 1             | N             | K                                        | BWA                                                                                  |                                                          |                                                          |                                                          |
| ÁLLANDÓHELYŰ  | 1             | N             | K                                        | WiMAX                                                                                |                                                          |                                                          |                                                          |
| ÁLLANDÓHELYŰ  | 1             | N             | K                                        | WiBro                                                                                |                                                          |                                                          |                                                          |
| ÁLLANDÓHELYŰ  | 1             | N             | K                                        | LTE                                                                                  |                                                          |                                                          |                                                          |
| MOZGÓ         | 5.384A NJE    | N             | 1                                        | K                                                                                    | Földfelszíni elektronikus hírközlő hálózatok             | ECC/DEC/(14)02                                           | 3. melléklet 3.10. pont                                  |
| MOZGÓ         | 5.384A NJE    | N             | 1                                        | K                                                                                    | BWA                                                      |                                                          |                                                          |
| MOZGÓ         | 5.384A NJE    | N             | 1                                        | K                                                                                    | WiMAX                                                    |                                                          |                                                          |
| MOZGÓ         | 5.384A NJE    | N             | 1                                        | K                                                                                    | WiBro                                                    |                                                          |                                                          |
| MOZGÓ         | 5.384A NJE    | N             | 1                                        | K                                                                                    | LTE                                                      |                                                          |                                                          |
| MOZGÓ         | 5.384A NJE    | N             | 1                                        | K                                                                                    | Katonai távmérő és távvezérlő rendszerek                 | ERC/REC 62-02                                            |                                                          |
| MOZGÓ         | 5.384A NJE    | N             | 1                                        | K                                                                                    | Katonai mozgó rendszerek                                 |                                                          |                                                          |
| Amatőr        |               | P             | 2                                        | K                                                                                    | Amatőrrádiózás                                           | ECC/REC/(02)01 MSZ EN 301 783                            | 3. melléklet 7. pont                                     |
|               |               | N             | 3                                        | K                                                                                    | Kis teljesítményű, vezetéknélküli szélessávú adatátvitel |                                                          | Teljesítmény: max. 100 mW EIRP Kitöltési tényező: ≤ 100% |
| PN            |               |               | SRD                                      | 3. melléklet 9.1. pont                                                               |                                                          |                                                          |                                                          |
| PN            | 3             | K             | Rádiómeghatározó alkalmazások            | 3. melléklet 9.7.1. pont 3. melléklet 9.7.2. pont                                    |                                                          |                                                          |                                                          |
| 2400–2450 MHz |               |               |                                          |                                                                                      |                                                          |                                                          |                                                          |
| Amatőr        | 5.150         | P             | 2                                        | K                                                                                    | Amatőrrádiózás                                           | ECC/REC/(02)01 MSZ EN 301 783                            | 3. melléklet 7. pont                                     |
|               | 5.150 5.282   | P             | 2                                        | K                                                                                    | Műholdas amatőrrádiózás                                  | ECC/REC/(02)01 MSZ EN 301 783                            | 3. melléklet 7. pont                                     |
|               | N             | 3             | K                                        | Kis teljesítményű, vezetéknélküli szélessávú adatátvitel                             |                                                          | Teljesítmény: max. 100 mW EIRP Kitöltési tényező: ≤ 100% |                                                          |
| PN            |               |               | SRD                                      | 3. melléklet 9.1. pont                                                               |                                                          |                                                          |                                                          |
| PN            | 3             | K             | Általános alkalmazások                   | 3. melléklet 9.2.1. pont                                                             |                                                          |                                                          |                                                          |
| PN            | 3             | K             | Szélessávú adatátviteli alkalmazások     | 3. melléklet 9.4.1. pont A sávban elektronikus hírközlési szolgáltatás is nyújtható. |                                                          |                                                          |                                                          |
| PN            | 3             | K             | Rádiómeghatározó alkalmazások            | 3. melléklet 9.7.1. pont 3. melléklet 9.7.2. pont                                    |                                                          |                                                          |                                                          |
| PN            | 3             | K             | RFID alkalmazások a 2446–2450 MHz sávban | 3. melléklet 9.12.1. pont 3. melléklet 9.12.2. pont                                  |                                                          |                                                          |                                                          |
| PN            | 5.150         | -             | Ü                                        | ISM alkalmazások                                                                     |                                                          |                                                          |                                                          |

- Az A oszlop meghatározza az adott sávhoz rendelt egyes rádiószolgálatokat
- A B oszlop meghatározza a vonatkozó lábjegyzetet, a harmonizált katonai sávra
- A C oszlop meghatározza a polgári, a nem polgári vagy az együttes célú használatra történő felosztást. A polgári célú felosztást P, a nem polgári célút N és az együttes célút E jelöli.
- A D oszlop meghatározza az alkalmazás jellegét. Az elsődleges jelleget 1-es, a másodlagos jelleget 2-es, a harmadlagos jelleget 3-as szám jelöli.
- Az E oszlop meghatározza az alkalmazás használatbavételi lehetőségét. A kijelölt kategóriát K, a tervezett kategóriát T jelöli.
- Az F oszlop meghatározza az alkalmazás megnevezését.
- A G oszlop tartalmazza a vonatkozó nemzetközi és hazai dokumentumokra hivatkozásokat
- A H oszlop tartalmazza a frekvenciasávok használata során alkalmazandó további rádióspektrum-gazdálkodási követelményeket és jellemzőket, valamint sávhasználati feltételeket.

## Felosztása[5]
| Frekvenciatartomány (Hz) | Frekvenciatartomány (Hz) | Használható adóteljesítmény (W) | Használható adóteljesítmény (W) | Használható adóteljesítmény (W) | Használható sávszélesség (Hz) | Üzemmód/felhasználás | Engedélyezett adásmód | Engedélyezett adásmód | Engedélyezett adásmód |
| Kezdete                  | Vége                     | Kezdő                           | CEPT                            | HAREC                           | Használható sávszélesség (Hz) | Üzemmód/felhasználás | Kezdő                 | CEPT                  | HAREC |
| ------------------------ | ------------------------ | ------------------------------- | ------------------------------- | ------------------------------- | ----------------------------- | --- | --------------------- | --------------------- | --- |
| 2300000000               | 2320000000               | 0                               | 0                               | 150                             | 20000                         | Bármilyen mód, kivéve: - kivéve: 2304000000 - 2306000000 Keskenysávú módok - 2301065000 JT65 JT9 - 2304065000 JT65 JT9 - 2308000000 - 2310000000 Keskenysávú módok                                                      |                       |                       | A1A, A1B, A1C, A1D, A2A, A2B, A2C, A2D, A3C, A3E, F1A, F1B, F1C, F1D, F2A, F2B, F2C, F2D, F3C, F3E, F3F, J2A, J2B, J2C, J2D, J2E, J3C, J3E, J3F, R3E |
| 2320000000               | 2320015000               | 0                               | 0                               | 150                             |                               | 2320000000 - 2320025000 EME |                       |                       | A1A |
| 2320015000               | 2320750000               | 0                               | 0                               | 150                             |                               | 2320000000 - 2320025000 EME 2320200000 USB aktivitásközép |                       |                       | A1A, A1B, A2A, A2B, F1A, F1B, F2A, F2B, J2A, J2B, J2E, J3E, R3E                                                                                      |
| 2320750000               | 2320800000               | 0                               | 0                               | 10                              |                               | Helyi jeladók |                       |                       | |
| 2320800000               | 2321000000               | 0                               | 0                               | 100                             | 500                           | MGM CW IBP |                       |                       | |
| 2321000000               | 2322000000               | 0                               | 0                               | 150                             | 20000                         | FM, digitális hangátvitel |                       |                       | F3E |
| 2322000000               | 2400000000               | 0                               | 0                               | 150                             |                               | - 2322000000 - 2355000000 ATV - 2332000000 JT65 JT9 - 2355000000 - 2365000000 Digitális kommunikáció - 2365000000 - 2370000000 Átjátszók - 2370000000 - 2392000000 ATV - 2392000000 - 2400000000 Digitális kommunikáció |                       |                       | A1A, A1B, A1C, A1D, A2A, A2B, A2C, A2D, A3C, A3E, F1A, F1B, F1C, F1D, F2A, F2B, F2C, F2D, F3C, F3E, F3F, J2A, J2B, J2C, J2D, J2E, J3C, J3E, J3F, R3E |
| 2400000000               | 2450000000               | 0                               | 0                               | 150                             |                               | Műholdas kommunikáció - 2400000000 - 2402000000 Keskenysávú módok - 2427000000 - 2443000000 ATV |                       |                       | A1A, A1B, A1C, A1D, A2A, A2B, A2C, A2D, A3C, A3E, F1A, F1B, F1C, F1D, F2A, F2B, F2C, F2D, F3C, F3E, F3F, J2A, J2B, J2C, J2D, J2E, J3C, J3E, J3F, R3E |

## Gyakorlati felhasználása
A hullámhossz méretéből adódóan már kis méretben is készíthetőek nagy nyereségű antennák, így lehetőség van kísérletezni műholdas kommunikációval, EME összeköttetésekkel.
Amatőr használatra széles sáv került kijelölésre, így lehetőség van szélessávú üzemmódok használatára.
A sáv használata kevéssé elterjedt, mivel csak drágább készülékekbe van beleépítve ennek a sávnak a használati lehetősége. Saját készülék építése erre a sávra nagy gyakorlatot igényel, valamint ezen a frekvencián megbízható alkatrészek beszerzése is költséges.

### Magyarországi jeladók[6]
| Hívójel | Frekvencia [MHz] | QTH/Név    | QTH Lokátor | Mod | ASL | AGL | Antenna  | P | Telj. [W] |
| ------- | ---------------- | ---------- | ----------- | --- | --- | --- | -------- | - | --------- |
| HG9BUB  | 2320,860         | Kis-Kőhát  | KN08FB86ga  | A1A | 930 | 35  | Slot     | H | 3,00      |
| HG5BUC  | 2320,870         | János-hegy | JN97LM42    | A1A | 490 | 40  | Slot     | H | 1,00      |
| HG3BUC  | 2320,900         | Tubes      | JN96CC      | A1A | 603 | 50  | Slot     | H | 1,00      |
| HG1BUC  | 2320,975         | Hörman     | JN87FI      | A1A | 700 | 25  | Slot 6dB | H | 0,80      |